# Liste nicht bestätigter Einträge im New General Catalogue
Dies ist eine tabellarische Auflistung von nicht verifizierten Einträgen im New General Catalogue von Johan Dreyer.
| Nr im NGC | Sternbild | Ursprüngliche Beobachtung              | Ursprüngliche Beobachtung             | Position (J2000.0) | Position (J2000.0) | Erläuterungen, Bemerkungen |
| Nr im NGC | Sternbild | Name                                   | Jahr / Datum                          | α                  | δ                  | Erläuterungen, Bemerkungen |
| --------- | --------- | -------------------------------------- | ------------------------------------- | ------------------ | ------------------ | --- |
| 18        | Peg       | Herman Schultz                         | 15. Oktober 1866                      | 00h 09m 23s        | +27° 43′,9         | Die Beobachtung geht auf zwei nahe beieinander liegende Sterne zurück. |
| 30        | Peg       | Albert Marth                           | 30. Oktober 1864                      | 00h 10m 51s        | +21° 58′,6         | Das Objekt wurde von Marth als von einem Nebel umgebener Stern 13. Größe beschrieben. Es handelt sich um zwei nahe beieinander liegende Sterne. |
| 32        | Peg       | Julius Schmidt                         | 10. Oktober 1861                      | 00h 10m 54s        | +18° 47′,8         | Dieser Eintrag geht höchstwahrscheinlich auf zwei durch etwa 30 Bogensekunden getrennte Sterne zurück. |
| 33        | Psc       | Albert Marth                           | 9. September 1864                     | 00h 10m 57s        | +03° 40′,6         | Die Beobachtung geht auf zwei nahe beieinander liegende Sterne zurück. |
| 44        | And       | John Herschel                          | 22. November 1827                     | 00h 13m 13s        | +31° 17′,2         | Die Beobachtung geht auf zwei eng beieinander liegende Sterne zurück. |
| 46        | Psc       | Edward Joshua Cooper                   | 22. Oktober 1852                      | 00h 14m 10s        | +05° 59′,3         | Das Objekt wurde ursprünglich von Cooper als Nebel in den Markree-Katalog aufgenommen und später ebenfalls von Arthur Auwers beobachtet. |
| 56        | Psc       | John Herschel                          | 13. Oktober 1825                      | 00h 15m 21s        | +12° 26′,7         | Die einmalige Beobachtung von John Herschel am 13. Oktober 1825 konnte nicht nachvollzogen werden. |
| 82        | And       | Guillaume Bigourdan                    | 23. Oktober 1884                      | 00h 21m 17s        | +22° 27′,7         | Der Eintrag ist auf einen Stern zurückzuführen (USNO-A2.0 1050-00111856). |
| 84        | And       | Guillaume Bigourdan                    | 14. November 1884                     | 00h 21m 21s        | +22° 37′,1         | Der Eintrag geht auf einen Stern zurück. |
| 91        | And       | R. J. Mitchell                         | 26. Oktober 1854                      | 01h 21m 52s        | +22° 22′,1         | Die Beobachtung geht auf einen Stern zurück. |
| 111       | Cet       | Francis Preserved Leavenworth          | 1885 / 1886                           | 00h 26m 38s        | −02° 37′,5         | An der angegebenen Stelle entspricht kein Objekt Leavenworths Beschreibung. |
| 122       | Cet       | Wilhelm Tempel                         | 27. September 1880                    | 00h 27m 38s        | −01° 38′,4         | NGC 122 und NGC 123 sind möglicherweise auf zwei Sterne zurückzuführen. |
| 123       | Cet       | Wilhelm Tempel                         | 27. September 1880                    | 00h 27m 40s        | −01° 37′,7         | NGC 122 und NGC 123 sind möglicherweise auf zwei Sterne zurückzuführen. |
| 156       | Cet       | Wilhelm Tempel                         | 1882                                  | 00h 34m 36s        | −08° 20′,3         | Vermutlich geht die Beobachtung auf einen Stern oder zwei nahe beieinander liegende Sterne zurück. |
| 158       | Cet       | Wilhelm Tempel                         | 1882                                  | 00h 35m 06s        | −08° 20′,8         | Vermutlich geht die Beobachtung auf zwei nahe beieinander liegende Sterne zurück. |
| 162       | And       | Heinrich Louis d’Arrest                | 22. August 1862                       | 00h 36m 09s        | +23° 57′,8         | Ein Stern rund 75 Bogensekunden nordöstlich von NGC 160 |
| 302       | Cet       | Frank Muller                           | 1886                                  | 00h 56m 25s        | −10° 39′,8         | Es kann nicht genau eruiert werden, welches Objekt Muller beobachtete. |
| 308       | Cet       | Robert Stawell Ball                    | 31. Dezember 1866                     | 00h 56m 24s        | −01° 47′,0         | Vermutlich ein Stern, der irrtümlich für einen Nebel gehalten wurde, heute als PGC 3354 katalogisiert. |
| 310       | Cet       | Robert Stawell Ball                    | 31. Dezember 1866                     | 00h 56m 48s        | −01° 45′,9         | vermutlich ein Stern, der irrtümlich für einen Nebel gehalten wurde, heute als PGC 3396 katalogisiert. |
| 313       | Psc       | Bindon Blood Stoney                    | 19. November 1850                     | 00h 57m 46s        | +30° 22′,0         | Die Beobachtung geht auf drei eng beieinander liegende Sterne zurück. |
| 316       | Psc       | Bindon Blood Stoney                    | 29. November 1850                     | 00h 57m 52s        | +30° 21′,3         | Der Eintrag geht auf die Beobachtung eines Sterns 14. Größe in unmittelbarer Nachbarschaft der Galaxie NGC 315 zurück. |
| 370       | Psc       | Heinrich Louis d’Arrest                | 7. Oktober 1861                       | 01h 06m 45s        | +32° 25′,7         | NGC 372 geht auf drei Sterne zurück; möglicherweise sind die beiden südwestlichen auch für die Beobachtung von NGC 370 verantwortlich. |
| 372       | Psc       | Johan Ludvig Emil Dreyer               | 12. Dezember 1876                     | 01h 06m 45s        | +32° 25′,7         | NGC 372 geht auf drei Sterne zurück; möglicherweise sind die beiden südwestlichen auch für die Beobachtung von NGC 370 verantwortlich. |
| 390       | Psc       | Guillaume Bigourdan                    | 19. November 1884                     | 01h 07m 54s        | +32° 26′,0         | Ursprung dieses Eintrags ist ein Stern, den Bigourdan irrtümlich für einen Nebel hielt. |
| 400       | Psc       | Robert Stawell Ball                    | 30. Dezember 1866                     | 01h 09m 02s        | +32° 43′,9         | Die Beobachtung geht auf einen Stern zurück. |
| 401       | Psc       | Robert Stawell Ball                    | 30. Dezember 1866                     | 01h 09m 08s        | +32° 45′,6         | Die Beobachtung geht auf einen Stern zurück. |
| 402       | Psc       | Lawrence Parsons                       | 7. Oktober 1874                       | 01h 09m 13s        | +32° 48′,4         | Die Beobachtung geht auf einen Stern zurück. Im General Catalogue of Nebulae and Clusters ist der vermeintliche Nebel als GC 5155 verzeichnet. |
| 405       | Phe       | John Herschel                          | 6. September 1834                     | 01h 08m 34s        | −46° 40′,1         | Der Eintrag geht auf das Sternsystem HD 6869 zurück; siehe dort. |
| 412       | Cet       | Francis Preserved Leavenworth          | 15. Oktober 1885                      | 01h 10m 20s        | −20° 00′,9         | Die Beobachtung dieses von Leavenworth am 15. Oktober 1885 gesichteten Nebels konnte nicht nachvollzogen werden. |
| 421       | Psc       | Wilhelm Herschel                       | 12. September 1784                    | 01h 12m 14s        | +32° 07′,4         | Möglicherweise geht diese Beobachtungen auf einen Stern oder Doppelstern westlich von NGC 420 zurück. |
| 453       | Psc       | Édouard Jean-Marie Stephan             | 10. November 1881                     | 01h 16m 17s        | +33° 01′,9         | Die Beobachtung geht auf drei in einer Linie liegende Sterne zurück. |
| 464       | And       | Bonner Durchmusterung / Wilhelm Tempel | 1882                                  | 01h 19m 27s        | +32° 57′,3         | Dieser Eintrag geht auf drei eng beieinander liegende Sterne zurück. |
| 506       | Psc       | Lawrence Parsons                       | 7. November 1874                      | 01h 23m 35s        | +33° 14′,7         | Die Beobachtung geht auf einen Stern zurück, den Parsons für ein nebliges Objekt hielt. |
| 510       | Psc       | Herman Schultz                         | 11. November 1867                     | 01h 23m 56s        | +33° 29′,8         | Bei dem von Schultz als neblig beobachteten Objekt handelt es sich um zwei 8" voneinander getrennte Einzelsterne. |
| 552       | Psc       | Wilhelm Herschel                       | 13. September 1784                    | 01h 26m 10s        | +33° 24′,4         | Dieser Eintrag stammt aus Herschels Beobachtungsnacht vom 13. September 1784, deren Ergebnisse einige Schwierigkeiten bei der Identifikation der Objekte bereiteten. |
| 607       | Cet       | Heinrich Louis d’Arrest                | 23. August 1855                       | 01h 34m 16s        | −07° 24′,7         | Der Eintrag geht auf zwei Sterne zurück, die für ein nebliges Objekt gehalten wurden. |
| 610       | Cet       | Frank Muller                           | 1886                                  | 01h 34m 18,3s      | −20° 09′,2         | Die Beobachtung kann nicht nachvollzogen werden. |
| 611       | Cet       | Frank Muller                           | 1886                                  | 01h 34m 18,3s      | −20° 08′,2         | Die Beobachtung kann nicht nachvollzogen werden. |
| 629       | Cas       | Wilhelm Struve                         | 1825                                  | 01h 38m 59s        | +72° 52′,0         | Bei der diesem Eintrag zugrunde liegenden Beobachtung beschrieb Struve einen irregulären Nebel mit drei Sternen, den er mit einem 9-Zoll-Refraktor von Fraunhofer beobachtet hatte. |
| 728       | Psc       | John Herschel                          | 16. Oktober 1827                      | 01h 55m 02s        | +04° 13′,4         | Der Eintrag geht wahrscheinlich auf drei am Erdhimmel dicht beieinander liegende Sterne zurück. |
| 730       | Psc       | Guillaume Bigourdan                    | 7. November 1885                      | 01h 55m 19s        | +05° 38′,2         | Die Beobachtung geht auf einen (oder mehrere) Sterne zurück. |
| 733       | Tri       | Bindon Blood Stoney                    | 11. Oktober 1850                      | 01h 56m 34s        | +33° 03′,3         | Der Eintrag geht wahrscheinlich auf einen Stern zurück. |
| 737       | Tri       | Bindon Blood Stoney                    | 11. Oktober 1850                      | 01h 56m 41s        | +33° 03′,0         | Der Eintrag geht auf drei in einer Linie angeordnete Sterne zurück. Im General Catalogue of Nebulae and Clusters ist der vermeintliche Nebel als GC 445 verzeichnet. |
| 764       | Cet       | Ormond Stone                           | 6. Januar 1886                        | 01h 57m 03s        | −16° 03′,7         | Der Eintrag geht auf zwei scheinbar dicht beieinander liegende Sterne zurück. |
| 771       | Cas       | John Herschel                          | 29. Oktober 1831                      | 02h 03m 27s        | +72° 25′,3         | Siehe 50 Cassiopeiae; John Herschel vermutete diesen Stern als nebelig. |
| 793       | Tri       | J. Gerhard Lohse                       | 1886                                  | 02h 02m 54s        | +31° 58′,9         | Der Eintrag geht auf zwei Sterne zurück. Lohse notierte bei seiner Beobachtung: „very very faint, between two stars; south-following NGC 789“. |
| 930       | Ari       | Ralph Copeland                         | 26. Oktober 1872                      | 02h 27m 57s        | +20° 20′,6         | Die Beobachtung, die zu diesem Eintrag führte lässt sich nicht mehr nachvollziehen. |
| 1014      | Cet       | Frank Muller                           | 1886                                  | 02h 38m 01s        | -09° 34′,4         | Der Eintrag geht auf einen Stern zurück. |
| 1062      | Tri       | Ralph Copeland                         | 11. Oktober 1873                      | 02h 43m 25s        | +32° 27′,7         | Die Beobachtung geht auf einen Stern zurück. |
| 1113      | Ari       | Albert Marth                           | 2. Dezember 1863                      | 02h 50m 05s        | +13° 19′,6         | Die Beobachtung geht vermutlich auf einen Stern zurück. |
| 1147      | Eri       | Frank Muller                           | 1886                                  | 02h 55m 09s        | −09° 07′,2         | Die Beobachtung lässt sich nicht nachvollziehen. |
| 1170      | Ari       | Charles Peirce                         | 31. Dezember 1869                     | 03h 02m 27s        | +27° 04′,3         | Die Beobachtung geht möglicherweise auf die Beobachtung des Schweifs eines Kometen zurück (11P/Tempel-Swift-LINEAR bzw. 1869 III). |
| 1173      | Per       | Guillaume Bigourdan                    | 17. Dezember 1884                     | 03h 04m 11s        | +41° 21′,8         | Die Einträge gehen alle auf Sterne im Umfeld der Galaxie NGC 1175 zurück. Die von Bigourdan ursprünglich angegebenen Poldistanzen sind offenbar um ein Grad zu groß. |
| 1176      | Per       | Guillaume Bigourdan                    | 17. Dezember 1884                     | 03h 04m 35s        | +42° 23′,6         | Die Einträge gehen alle auf Sterne im Umfeld der Galaxie NGC 1175 zurück. Die von Bigourdan ursprünglich angegebenen Poldistanzen sind offenbar um ein Grad zu groß. |
| 1178      | Per       | Guillaume Bigourdan                    | 17. Dezember 1884                     | 03h 04m 39s        | +42° 18′,8         | Die Einträge gehen alle auf Sterne im Umfeld der Galaxie NGC 1175 zurück. Die von Bigourdan ursprünglich angegebenen Poldistanzen sind offenbar um ein Grad zu groß. |
| 1183      | Per       | Guillaume Bigourdan                    | 17. Dezember 1884                     | 03h 04m 46s        | +42° 22′,2         | Die Einträge gehen alle auf Sterne im Umfeld der Galaxie NGC 1175 zurück. Die von Bigourdan ursprünglich angegebenen Poldistanzen sind offenbar um ein Grad zu groß. |
| 1197      | Per       | Lewis Swift                            | 12. September 1885                    | 03h 16m 14s        | +44° 03′,7         | Die Beobachtung von Lewis Swift am 12. September 1885 konnte nicht nachvollzogen werden. |
| 1237      | Eri       | Frank Muller                           | 1886                                  | 03h 10m 09s        | −08° 41′,5         | Die Beobachtung geht höchstwahrscheinlich auf einen Doppelstern zurück. |
| 1312      | Tau       | Phillip Sidney Coolidge                | 16. Dezember 1859                     | 03h 23m 42s        | +01° 11′,1         | Der Eintrag geht auf zwei scheinbar dicht beieinander liegende Sterne zurück. |
| 1392      | Eri       | Lewis Swift                            | 13. Februar 1887                      | 03h 37m 32s        | −37° 08′,3         | Die Beobachtung lässt sich nicht eindeutig nachvollziehen. |
| 1408      | For       | Julius Schmidt                         | 19. Januar 1865                       | 03h 39m 21s        | −35° 31′,5         | Die Beobachtung lässt sich nicht nachvollziehen. |
| 1420      | Eri       | Heinrich Louis d’Arrest                | 28. Oktober 1865                      | 03h 42m 40s        | -05° 51′,1         | Der Eintrag geht auf drei Sterne zurück. |
| 1429      | Eri       | Francis Leavenworth                    | 1886                                  | 03h 44m 04s        | −04° 43′,1         | Leavenworth beschrieb ein Paar zweier Nebel, wobei es sich gemäß seinen Notizen bei ersterem Objekt um eine heute als NGC 1424 verzeichnete Galaxie handeln sollte. |
| 1430      | Eri       | Francis Leavenworth                    | 1886                                  | 03h 43m 25s        | -18° 13′,5         | Der Eintrag geht auf einen Stern zurück. |
| 1456      | Tau       | J. Gerhard Lohse                       | 1886                                  | 03h 48m 08s        | +22° 33′,5         | Der Eintrag geht auf einen Doppelstern zurück. |
| 1479      | Eri       | Frank Muller                           | 1866                                  | 03h 54m 20s        | −10° 12′,5         | Für NGC 1479 und NGC 1480 gibt es nur eine einzige Beobachtung, die auf Frank Muller zurückgeht und 1866 am Leander McCormick Observatory gemacht wurde. |
| 1480      | Eri       | Frank Muller                           | 1866                                  | 03h 54m 20s        | −10° 12′,5         | Für NGC 1479 und NGC 1480 gibt es nur eine einzige Beobachtung, die auf Frank Muller zurückgeht und 1866 am Leander McCormick Observatory gemacht wurde. |
| 1488      | Tau       | Edward J. Cooper                       | 24. November 1854                     | 04h 00m            | +18° 35′           | Der Eintrag geht vermutlich auf einen Doppelstern zurück; der Bezeichner NGC 1488 wird in einigen modernen Katalogen mit der nicht näher untersuchten Galaxie CGCG 466-3 identifiziert. |
| 1523      | Dor       | John Herschel                          | 6. Dezember 1834                      | 04h 06m 11s        | -54° 05′,3         | Der Eintrag geht auf einen Asterismus von vier Sternen zurück. |
| 1610      | Eri       | Francis Leavenworth                    | 1886                                  | 04h 32m 45s        | −04° 45′,9         | Die Beobachtung lässt sich nicht nachvollziehen (eventuell NGC 1599). |
| 1619      | Eri       | Lewis A. Swift                         | 22. Dezember 1886                     | 04h 36m 11s        | −04° 36′,2         | An der angegebenen Stelle ist kein nebliges Objekt zu finden; möglicherweise handelte es sich beim beobachteten Objekt um eines der leuchtschwachen Mitglieder der NGC-1600-Gruppe. |
| 1639      | Eri       | John Herschel                          | 10. Dezember 1835                     | 03h 40m 52s        | -16° 59′,5         | Der Eintrag geht auf drei Sterne zurück. |
| 1655      | Tau       | J. Gerhard Lohse                       | 1886                                  | 04h 47m 12s        | +20° 55′,4         | Lohse notierte bei seiner Beobachtung „pB, R, gbM, * 10 s“. Die Beobachtung lässt sich nicht einem Himmelsobjekt zuordnen. |
| 1674      | Tau       | J. Gerhard Lohse                       | 1886                                  | 04h 52m 25s        | +23° 51′,2         | Diese beiden Einträge gehen auf zwei Nebel zurück, die Lohse in demselben Feld beobachtet haben will. An der von ihm angegebenen Position ist kein passendes Objekt zu finden. |
| 1675      | Tau       | J. Gerhard Lohse                       | 1886                                  | 04h 52m 25s        | +23° 51′,2         | Diese beiden Einträge gehen auf zwei Nebel zurück, die Lohse in demselben Feld beobachtet haben will. An der von ihm angegebenen Position ist kein passendes Objekt zu finden. |
| 1707      | Ori       | John Herschel                          | 8. Januar 1828                        | 04h 58m 21s        | +08° 04′,3         | Der Eintrag geht auf einen Asterismus von vier Sternen zurück. |
| 1757      | Eri       | John Herschel                          | 20. Februar 1830                      | 05h 02m 39s        | −04° 43′,4         | Die Beobachtung lässt sich nicht nachvollziehen. |
| 1884      | Dor       | John Herschel                          | 3. Januar 1837                        | 05h 15m 58s        | −66° 09′,8         | Die Beobachtung lässt sich nicht nachvollziehen. |
| 1908      | Ori       | Wilhelm Herschel                       | 1. Februar 1786                       | 05h 25m 54s        | −02° 31′,7         | An der von Herschel angegebenen Position kann kein Objekt festgestellt werden. |
| 1915      | Dor       | John Herschel                          | 2. Januar 1837                        | 05h 19m 42s        | −66° 19′,3         | An der von Herschel angegebenen Position kann kein Objekt festgestellt werden. |
| 1927      | Ori       | John Herschel                          | 8. Januar 1831                        | 05h 28m 44s        | −08° 22′,7         | An der von Herschel angegebenen Position kann kein Objekt festgestellt werden. |
| 1932      | Dor       | John Herschel                          | 2. November 1834                      | 05h 22m 17s        | −66° 09′,3         | Der Eintrag geht auf einen Stern zurück. |
| 2142      | Mon       | John Herschel                          | 6. Januar 1831                        | 05h 01m 50s        | −10° 35′,9         | Vermeintlicher Nebel um den Stern 3 Monocerotis. |
| 2189      | Ori       | Truman Henry Safford                   | 19. März 1863                         | 06h 12m 17s        | +01° 03′,7         | Die Beobachtung kann nicht nachvollzogen werden; möglicherweise geht sie auf eine Verdichtung im Feld der Hintergrundsterne zurück. |
| 2195      | Ori       | J. Gerhard Lohse                       | 1886                                  | 06h 14m 35s        | +17° 38′,4         | Der Eintrag geht auf ein Sternpaar zurück. |
| 2198      | Ori       | Truman Henry Safford                   | 19. März 1863                         | 06h 13m 54s        | +00° 59′,7         | Die Beobachtung kann nicht nachvollzogen werden; möglicherweise geht sie auf eine Verdichtung im Feld der Hintergrundsterne zurück. |
| 2253      | Cam       | Wilhelm Herschel                       | 1. November 1788                      | 06h 42m 00s        | +65° 50′,5         | Die Beobachtung kann nicht nachvollzogen werden. |
| 2277      | Gem       | Heinrich Louis d’Arrest                | 20. April 1865                        | 06h 47m 47s        | +33° 27′,1         | Der Eintrag geht auf fünf benachbarte Sterne zurück. |
| 2278      | Gem       | Heinrich Louis d’Arrest                | 1. Januar 1865                        | 06h 49m 10s        | +33° 23′,7         | Der Eintrag geht auf einen Doppelstern zurück. |
| 2279      | Gem       | Guillaume Bigourdan                    | 8. Januar 1885                        | 06h 48m 25s        | +33° 24′,9         | Der Eintrag geht auf drei benachbarte Sterne zurück. |
| 2284      | Gem       | Heinrich Louis d’Arrest                | 20. April 1865                        | 06h 49m 09s        | +33° 11′,6         | Der Eintrag geht auf vier benachbarte Sterne zurück. |
| 2285      | Gem       | Heinrich Louis d’Arrest                | 20. April 1865                        | 06h 49m 36s        | +33° 21′,9         | Der Eintrag geht auf ein Sternpaar zurück. |
| 2378      | Gem       | Édouard Jean-Marie Stephan             | 8. Februar 1878                       | 07h 27m 24s        | +33° 49′,9         | Der Eintrag geht auf ein Sternpaar zurück. |
| 2386      | Gem       | Lawrence Parsons                       | 1. Januar 1876                        | 07h 28m 38s        | +33° 46′,4         | Die Beobachtung geht auf drei nahe beieinander liegende Sterne zurück. |
| 2390      | Gem       | Robert Ball                            | 10. Dezember 1866                     | 07h 29m 04s        | +33° 50′,2         | Der Eintrag geht auf ein Stern zurück. |
| 2391      | Gem       | Robert Ball                            | 10. Dezember 1866                     | 07h 29m 07s        | +33° 49′,5         | Der Eintrag geht auf ein Stern zurück. |
| 2412      | CMi       | J. Gerhard Lohse                       | 1886                                  | 07h 34m 22s        | +08° 32′,8         | Die Beobachtung geht auf zwei nahe beieinander liegende Sterne zurück. |
| 2433      | CMi       | John Herschel                          | 19. Januar 1828                       | 07h 42m 44s        | +09° 15′,5         | Dieser Eintrag geht auf drei eng beieinander liegende Sterne zurück. |
| 2461      | Lyn       | Bindon Blood Stoney                    | 20. Februar 1851                      | 07h 56m 56s        | +56° 40′,3         | Die Beobachtung geht auf einen Stern zurück. |
| 2465      | Lyn       | Bindon Blood Stoney                    | 20. Februar 1851                      | 07h 57m 26s        | +56° 49′,3         | Die Beobachtung geht auf einen Stern zurück. |
| 2471      | Lyn       | Bindon Blood Stoney                    | 20. Februar 1851                      | 07h 58m 33s        | +56° 46′,6         | Der Eintrag geht auf ein Sternpaar zurück. |
| 2515      | Cnc       | George Phillips Bond                   | 1. September 1852                     | 08h 03m 21s        | +20° 11′,3         | Der Eintrag geht auf ein Sternpaar zurück. |
| 2519      | Lyn       | J. Gerhard Lohse                       | 1886                                  | 08h 07m 59s        | +51° 07′,7         | Der Eintrag lässt sich nicht eindeutig einem Objekt zuordnen. Möglicherweise geht er auf eine Gruppe von Sternen zurück. |
| 2529      | Cnc       | Guillaume Bigourdan                    | 29. Januar 1887                       | 08h 06m 57s        | +17° 49′,7         | Diese Einträge gehen auf Nebel zurück, die Bigourdan in unmittelbarer Nachbarschaft zur Galaxie, die heute als NGC 2530 bezeichnet wird, beobachtet haben will. |
| 2531      | Cnc       | Guillaume Bigourdan                    | 29. Januar 1887                       | 08h 06m 56s        | +17° 50′,1         | Diese Einträge gehen auf Nebel zurück, die Bigourdan in unmittelbarer Nachbarschaft zur Galaxie, die heute als NGC 2530 bezeichnet wird, beobachtet haben will. |
| 2542      | Pup       | John Herschel                          | 22. Dezember 1836                     | 08h 11m 16s        | −12° 55′,6         | Die Beobachtung geht auf das Sternpaar 19 Puppis zurück (siehe dort). |
| 2586      | Hya       | Frank Muller                           | 1886                                  | 08h 23m 23s        | -04° 57′,1         | Der Eintrag geht auf drei benachbarte Sterne zurück. |
| 2589      | Hya       | Lewis Swift                            | 1887                                  | 08h 24m 30s        | −08° 46′,1         | An der angegebenen Position sind keine hellen Galaxien zu finden; das beobachtete Objekt konnte nicht nachvollzogen werden. |
| 2597      | Cnc       | Albert Marth                           | 1. Januar 1864                        | 08h 29m 57s        | +21° 30′,1         | Der Eintrag geht auf ein Sternpaar zurück. |
| 2630      | UMa       | Wilhelm Tempel                         | 1883                                  | 08h 47m 07s        | +73° 00′,0         | Der Ursprung dieser beiden Einträge ist ein von Tempel in den Astronomischen Nachrichten veröffentlichter Beitrag, wobei er zwei sehr schwache und kleine Nebel in der Nähe der heute als NGC 2629 bekannten Galaxie beschrieb. Diese Beobachtung lässt sich heute nicht mehr eindeutig nachvollziehen.  |
| 2631      | UMa       | Wilhelm Tempel                         | 1883                                  | 08h 47m 07s        | +73° 00′,0         | Der Ursprung dieser beiden Einträge ist ein von Tempel in den Astronomischen Nachrichten veröffentlichter Beitrag, wobei er zwei sehr schwache und kleine Nebel in der Nähe der heute als NGC 2629 bekannten Galaxie beschrieb. Diese Beobachtung lässt sich heute nicht mehr eindeutig nachvollziehen.  |
| 2637      | Cnc       | Albert Marth                           | 30. Oktober 1864                      | 08h 41m 19s        | +19° 33′,4         | Es ist unklar, was Marth beobachtet hat. Es könnte sich um die Galaxie PGC 24409 handeln, wobei jedoch die Position deutlich von der angegeben abweicht. |
| 2643      | Cnc       | Albert Marth                           | 30. Oktober 1864                      | 08h 42m 10s        | +19° 31′,2         | Es ist unklar, was Marth beobachtet hat. Es könnte sich um die Galaxie IC 2390 handeln, wobei jedoch die Position deutlich von der angegeben abweicht. |
| 2653      | Cam       | Ernst Wilhelm Leberecht Tempel         | 18. August 1882                       | 08h 55m 55s        | +78° 23′,6         | Der Eintrag geht auf ein Sternpaar zurück. |
| 2680      | Cnc       | Bindon Blood Stoney                    | 26. Februar 1851                      | 08h 51m 33s        | +30° 51′,9         | Der Eintrag geht auf ein Sternpaar zurück. |
| 2757      | Hya       | Frank Muller                           | 1886                                  | 09h 05m 26s        | -19° 02′,9         | Der Eintrag geht auf drei benachbarte Sterne zurück. |
| 2760      | Cam       | Lewis Swift                            | 26. März 1887                         | 09h 15m 41s        | +76° 22′,9         | Der Identifikation von NGC 2760 ist zweifelhaft. |
| 2871      | Leo       | Lawrence Parsons                       | 7. März 1874                          | 09h 25m 39s        | +11° 26′,7         | Die Beobachtung geht auf einen Stern zurück. |
| 2879      | Hya       | Heinrich d’Arrest                      | 27. Februar 1865                      | 09h 25m 22s        | -11° 39′,1         | Der Eintrag geht auf vier benachbarte Sterne (Y-Form) zurück. |
| 2886      | Hya       | John Herschel                          | 1. Februar 1837                       | 09h 26m 39s        | -21° 44′,3         | Der Eintrag geht auf vier benachbarte Sterne (Y-Form) zurück. |
| 2901      | Leo       | Ormond Stone                           | 1886                                  | 09h 32m 21s        | +31° 07′,1         | Ormond Stone hat vermutlich eine der Galaxien UGC 5070, UG 5074 und UGC 5087 oder aber einen schwachen Doppelstern beobachtet. |
| 2909      | Uma       | John Herschel                          | 3. April 1834                         | 09h 37m 00s        | +65° 56′,4         | Die Beobachtung geht auf zwei nahe beieinander liegende Sterne zurück. |
| 2912      | Leo       | Herman Schultz                         | 3. April 1870                         | 09h 33m 57s        | +10° 11′,5         | Der Eintrag geht auf einen Stern zurück. |
| 3000      | Uma       | Bindon Blood Stoney                    | 25. Januar 1851                       | 09h 48m 51s        | +44° 07′,8         | Der Eintrag geht auf einen Doppelstern zurück. |
| 3002      | Uma       | Bindon Blood Stoney                    | 25. Januar 1851                       | 09h 48m 36s        | +33° 25′,3         | Der Eintrag geht auf einen Stern zurück. |
| 3046      | Ant       | John Herschel                          | 25. März 1835                         | 09h 53m 20s        | -27° 19′,9         | Die Identifikation von NGC 3046 ist zweifelhaft, einige Kataloge setzen das Objekt mit NGC 3051 gleich. |
| 3097      | Uma       | Edward Austin                          | 1870                                  | 10h 03m 58s        | +60° 05′,0         | Der Eintrag geht auf einen Stern zurück. |
| 3123      | Sex       | Phillip Sidney Coolidge                | 31. März 1859                         | 10h 18m 12s        | +00° 02′,4         | Der Eintrag geht auf einen Stern zurück. |
| 3148      | Uma       | John Herschel                          | 17. Februar 1831                      | 10h 13m 44s        | +50° 29′,8         | Der Eintrag geht auf einen Stern (GM Uma) zurück. |
| 3170      | Uma       | John Herschel                          | 19. März 1828                         | 10h 16m 14s        | +46° 36′,7         | Der Eintrag geht auf ein Sternpaar zurück. |
| 3272      | LMi       | Herman Schultz                         | 9. März 1866                          | 10h 31m 48s        | +28° 28′,1         | Der Eintrag geht auf einen Doppelstern zurück. |
| 3291      | LMi       | Guillaume Bigourdan                    | 5. April 1885                         | 10h 36m 06s        | +37° 16′,5         | Der Eintrag geht auf einen Stern zurück. |
| 3317      | Hya       | Edward Austin                          | 24. März 1870                         | 10h 37m 43s        | −27° 31′,2         | Der Eintrag geht auf zwei Sterne etwa 5′ nördlich der Galaxie NGC 3316 zurück. |
| 3328      | Leo       | Wilhelm Tempel                         | 21. Mai 1879                          | 10h 39m 54s        | +09° 18′,0         | Der Eintrag geht auf einen Doppelstern zurück. |
| 3339      | Sex       | Albert Marth                           | 30. Januar 1865                       | 10h 42m 10s        | -00° 22′,1         | Der Eintrag geht auf einen Doppelstern zurück. |
| 3345      | Leo       | Wilhelm Herschel                       | 19. März 1784                         | 10h 43m 32s        | +11° 59′,1         | Der Eintrag geht auf einen Doppelstern zurück. |
| 3382      | Lmi       | Lawrence Parsons                       | 5. April 1874                         | 10h 48m 25s        | +36° 43′,5         | Der Eintrag geht auf einen Doppelstern zurück. |
| 3387      | Sex       | John Herschel                          | 15. März 1830                         | 10h 48m 17s        | +04° 58′,0         | Der Eintrag geht auf drei benachbarte Sterne zurück. |
| 3401      | Sex       | Wilhelm Herschel                       | 13. April 1784                        | 10h 50m 20s        | +05° 48′,7         | Der Eintrag lässt sich nicht eindeutig einem Objekt zuordnen. |
| 3472      | Crt       | Ormond Stone                           | 1886                                  | 10h 57m 22s        | -19° 38′,3         | Der Identifikation von NGC 3472 ist zweifelhaft. |
| 3484      | Dra       | John Herschel                          | 5. April 1832                         | 11h 03m 06s        | +75° 49′,1         | Die Beobachtung kann nicht nachvollzogen werden. |
| 3494      | Leo       | Wilhelm Tempel                         | 1882                                  | 11h 01m 11s        | +03° 46′,5         | Der Eintrag geht auf einen Doppelstern zurück. |
| 3498      | Leo       | Wilhelm Herschel                       | 8. April 1784                         | 11h 01m 42s        | +14° 21′,0         | Dieser Eintrag geht auf drei eng beieinander liegende Sterne zurück. |
| 3538      | Dra       | Heinrich d’Arrest                      | 15. September 1866                    | 11h 11m 34s        | +75° 34′,2         | Der Eintrag geht auf einen Doppelstern zurück. |
| 3578      | Crt       | John Herschel                          | 1882                                  | 11h 12m 50s        | -15° 56′,7         | Der Eintrag geht auf einen Doppelstern zurück. |
| 3616      | Leo       | Wilhelm Herschel                       | 8. April 1784                         | 11h 18m 16s        | +14° 44′,2         | Die Beobachtung kann nicht nachvollzogen werden. |
| 3708      | Leo       | Ormond Stone                           | 31. Dezember 1885                     | 11h 30m 39s        | −03° 13′,4         | Die Beobachtung kann nicht nachvollzogen werden. |
| 3709      | Leo       | Ormond Stone                           | 1886                                  | 11h 30m 39s        | −03° 15′,4         | Die Beobachtung kann nicht nachvollzogen werden. |
| 3792      | Vir       | Edward Holden                          | 27. April 1881                        | 11h 39m 39s        | +05° 06′,0         | Der Eintrag geht auf einen Doppelstern zurück. |
| 3793      | Uma       | Wilhelm Tempel                         | 12. Februar 1882                      | 11h 40m 02s        | +31° 52′,8         | Der Eintrag geht auf einen Stern zurück. |
| 3797      | Uma       | Wilhelm Tempel                         | 12. Februar 1882                      | 11h 40m 13s        | +31° 54′,4         | Der Eintrag geht auf einen Stern zurück. |
| 3807      | Leo       | R. J. Mitchell                         | 27. März 1856                         | 11h 41m 55s        | +17° 49′,1         | Der Eintrag geht auf einen Stern zurück. |
| 3874      | Vir       | Wilhelm Herschel                       | 15. April 1784                        | 11h 45m 48s        | +08° 34′,4         | Der Eintrag geht auf einen Doppelstern zurück. |
| 4009      | Leo       | Johan Ludvig Emil Dreyer               | 26. April 1878                        | 11h 58m 15s        | +25° 11′,4         | Der Eintrag geht auf einen Stern zurück. |
| 4115      | Com       | John Herschel                          | 3. April 1826                         | 12h 07m 09s        | +14° 24′,4         | Der Eintrag geht auf einen Stern zurück. |
| 4160      | CVn       | Guillaume Bigourdan                    | 27. Mai 1886                          | 12h 12m 12s        | +43° 44′,3         | Es ist unklar, welches Objekt Bigourdan beobachtet hat. |
| 4170      | Com       | Heinrich Louis d’Arrest                | 10. Mai 1864                          | 12h 12m 13s        | +29° 10′,0         | Der Eintrag geht auf einen Stern zurück. |
| 4171      | Com       | Heinrich Louis d’Arrest                | 10. Mai 1864                          | 12h 12m 38s        | +29° 13′,5         | Der Eintrag geht auf einen Stern zurück. |
| 4182      | Vir       | Christian Peters                       | 1881                                  | 12h 13m 19s        | +04° 02′,2         | Der Eintrag geht auf einen Stern zurück oder ist mit NGC 4180 gleichzusetzen. |
| 4209      | Com       | Wilhelm Herschel                       | 11. April 1785                        | 12h 15m 26s        | +28° 28′,1         | Der Eintrag geht auf einen Stern zurück oder eine doppelte Aufzeichnung von NGC 4185. |
| 4280      | Vir       | Lewis Swift                            | 6. Mai 1886                           | 12h 20m 32s        | -11° 39′,2         | Der Eintrag geht auf drei galaktische Sterne zurück. |
| 4311      | Com       | John Herschel                          | 19. April 1827                        | 12h 22m 26s        | +29° 12′,3         | Die Beobachtung kann nicht nachvollzogen werden. |
| 4315      | Vir       | Wilhelm Tempel                         | 22. März 1882                         | 12h 22m 45s        | +09° 18′,3         | Der Eintrag geht auf einen Stern zurück. |
| 4317      | Com       | Wilhelm Herschel                       | 13. März 1785                         | 12h 22m 36s        | +31° 02′,4         | Die Beobachtung kann nicht nachvollzogen werden. |
| 4322      | Com       | Wilhelm Tempel                         | 1882                                  | 12h 22m 42s        | +15° 54′,2         | Der Eintrag geht auf einen Stern zurück. |
| 4327      | Com       | Wilhelm Tempel                         | 1882                                  | 12h 23m 08s        | +15° 44′,2         | Der Eintrag geht auf einen Stern zurück. In dem angegebene Bereich sind jedoch nur vereinzelte paar leuchtschwache Sterne zu erkennen, welches Objekt Wilhelm Tempel beobachtet hat, ist unklar. |
| 4347      | Vir       | Christian Peters                       | 5. Mai 1881                           | 12h 23m 52s        | -03° 14′,5         | Der Eintrag geht auf einen Stern zurück. |
| 4367      | Vir       | Heinrich Louis d’Arrest                | 19. April 1865                        | 12h 24m 35s        | +12° 10′,9         | Der Eintrag geht auf ein Sternenpaar zurück. |
| 4397      | Com       | Wilhelm Tempel                         | 1877                                  | 12h 25m 58s        | +18° 18′,1         | Die Beobachtung ist sehr wahrscheinlich auf vier Einzelobjekte zurückzuführen, bei denen es sich entweder um vier nahe nebeneinander erscheinende Sterne oder um drei Sterne und eine ungleich weiter entfernte Galaxie handelt.                                                                         |
| 4398      | Vir       | Heinrich Louis d’Arrest                | 19. April 1865                        | 12h 26m 08s        | +10° 41′,2         | Entweder nicht existent oder auf den ca. 13-mag-Stern USNO-B1.0 1006-0204995 zurückzuführen. |
| 4471      | Vir       | Julius Schmidt                         | 29. Juli 1861                         | 12h 29m 42s        | +07° 53′,8         | Der Eintrag geht auf einen Stern zurück. |
| 4508      | Vir       | John Herschel                          | 19. April 1830                        | 12h 32m 17s        | +05° 49′,2         | Der Eintrag geht auf einen Doppelstern zurück. |
| 4554      | Vir       | Ernst Wilhelm Leberecht Tempel         | 1882                                  | 12h 35m 42s        | +11° 11′,2         | Die Beobachtung konnte bisher keinem Himmelsobjekt zugeordnet werden. |
| 4557      | Com       | Guillaume Bigourdan                    | 22. April 1886                        | 12h 35m 50s        | +27° 03′,2         | Der Eintrag geht auf drei Sterne zurück. |
| 4582      | Vir       | Phillip Sidney Coolidge                | 3. Mai 1859                           | 12h 38m 10s        | +00° 11′,0         | Der Eintrag geht auf einen Stern zurück. |
| 4768      | Vir       | Ernst Wilhelm Leberecht Tempel         | März 1882                             | 12h 53m 17s        | -09° 31′,9         | Der Eintrag geht auf einen Stern zurück. |
| 4769      | Vir       | Ernst Wilhelm Leberecht Tempel         | März 1882                             | 12h 53m 18s        | -09° 32′,2         | Der Eintrag geht auf einen Stern (oder ein nahes Doppelsternsystem) zurück. |
| 4891      | Vir       | Wilhelm Tempel                         | 21. April 1882                        | 13h 00m 47s        | -13° 25′,5         | Der Eintrag geht auf einen Stern zurück. |
| 4912      | CVn       | Lawrence Parsons                       | 24. April 1865                        | 13h 00m 46s        | +37° 22′,7         | Zusammen mit NGC 4913, NGC 4914 und NGC 4916 am 24. April 1865 aufgezeichnet. |
| 4913      | CVn       | Lawrence Parsons                       | 24. April 1865                        | 13h 00m 46s        | +37° 20′,7         | Zusammen mit NGC 4913, NGC 4914 und NGC 4916 am 24. April 1865 aufgezeichnet. |
| 4916      | CVn       | Lawrence Parsons                       | 24. April 1865                        | 13h 00m 54s        | +37° 21′,7         | Zusammen mit NGC 4913, NGC 4914 und NGC 4916 am 24. April 1865 aufgezeichnet. |
| 5067      | Vir       | Albert Marth                           | 30. Mai 1864                          | 13h 18m 28s        | -10° 08′,7         | Der Eintrag geht auf einen optischen Sternenpaar zurück. |
| 5086      | Cen       | John Herschel                          | 3. Juni 1834                          | 13h 20m 59s        | -43° 44′,0         | Der Eintrag geht auf ein Sternenpaar zurück. |
| 5160      | Vir       | Heinrich Louis d’Arrest                | 7. Februar 1862                       | 13h 28m 22s        | +05° 59′,7         | Der Eintrag geht auf einen Doppelstern zurück. |
| 5175      | Vir       | Wilhelm Herschel                       | 15. März 1784                         | 13h 29m 26s        | +10° 59′,7         | Der Eintrag geht auf einen Stern zurück. |
| 5200      | Vir       | Phillip Sidney Coolidge                | 30. April 1859                        | 13h 31m 42s        | -00° 01′,8         | Der Eintrag geht auf einen Doppelstern zurück. |
| 5242      | Vir       | John Herschel                          | 10. April 1828                        | 13h 37m 07s        | +02° 46′,2         | John Herschel notierte “eF, vL; fills the whole field. Strongly suspected; yet a doubt remains”, an der angegebenen Position ist aber nichts zu finden. |
| 5309      | Vir       | Edward D. Swift                        | 27. April 1887                        | 13h 39m 55s        | −15° 46′,2         | Die Beobachtung kann nicht nachvollzogen werden. |
| 5388      | Vir       | Frank Muller                           | 1886                                  | 13h 58m 58s        | −14° 09′,0         | Die Beobachtung kann nicht nachvollzogen werden. |
| 5391      | CVn       | Lewis A. Swift                         | 1884                                  | 13h 57m 37s        | +46° 19′,5         | Die möglichen benachbarten Kandidaten NGC 5439, UGC 8876 und CGCG 246-029 passen nicht zu Swifts Beschreibung. |
| 5404      | Vir       | Phillip Sidney Coolidge                | 29. April 1859                        | 14h 01m 07s        | +00° 05′,2         | NGC 5404 ist ein aus zwei oder drei Sternen bestehender Asterismus im Sternbild der Jungfrau. Es wurde am 29. April 1859 von Phillip Sidney Coolidge bei einer Beobachtung irrtümlich für eine Galaxie gehalten und erlangte so einen Eintrag in den Katalog.                                            |
| 5428      | Vir       | Wilhelm Tempel                         | 1882                                  | 14h 03m 28s        | -05° 59′,1         | NGC 5428 bezeichnet zwei optisch nahestehende Sterne im Sternbild der Jungfrau. |
| 5429      | Vir       | Wilhelm Tempel                         | 1882                                  | 14h 03m 33s        | -06° 02′,3         | NGC 5428 bezeichnet zwei optisch nahestehende Sterne im Sternbild der Jungfrau. |
| 5432      | Vir       | Wilhelm Tempel                         | 1882                                  | 14h 03m 41s        | -05° 58′,5         | NGC 5428 bezeichnet zwei optisch nahestehende Sterne im Sternbild der Jungfrau. |
| 5435      | Vir       | Wilhelm Tempel                         | 1882                                  | 14h 04m 00s        | -05° 55′,9         | NGC 5428 bezeichnet zwei optisch nahestehende Sterne im Sternbild der Jungfrau. |
| 5465      | Vir       | Wilhelm Tempel                         | April 1882                            | 14h 06m 27s        | -05° 30′,4         | NGC 5465 und NGC 5467 bezeichnen Sterne im Sternbild der Jungfrau, die im Jahr 1882 von Wilhelm Tempel irrtümlich für Galaxien gehalten wurden und so einen Eintrag in den Katalog erlangten. |
| 5467      | Vir       | Wilhelm Tempel                         | April 1882                            | 14h 06m 29s        | -05° 28′,9         | NGC 5465 und NGC 5467 bezeichnen Sterne im Sternbild der Jungfrau, die im Jahr 1882 von Wilhelm Tempel irrtümlich für Galaxien gehalten wurden und so einen Eintrag in den Katalog erlangten. |
| 5524      | Boo       | R. J. Mitchell                         | 19. April 1855                        | 14h 13m 49s        | +36° 22′,9         | Der Eintrag geht auf einen Doppelstern zurück. |
| 5565      | Vir       | Lewis Swift                            | 14. Juni 1884                         | 14h 19m 18s        | +06° 59′,7         | Der Eintrag geht auf einen Stern zurück. |
| 5571      | Boo       | Guillaume Bigourdan                    | 27. Mai 1886                          | 14h 19m 32s        | +35° 09′,0         | Die Beobachtung geht auf vier Sterne zurück. |
| 5586      | Boo       | Lewis A. Swift                         | 4. Juni 1886                          | 14h 22m 07s        | +13° 11′,1         | Der mögliche benachbarte Kandidat NGC 5587 passt nicht zu Swifts Beschreibung. |
| 5840      | Boo       | Lewis A. Swift                         | 22. Juli 1886                         | 15h 04m 20s        | +29° 30′,2         | Der nächstgelegene mögliche Kandidat IC 4533 liegt fast 1°43′ südlich. |
| 5877      | Lib       | Johann Friedrich Julius Schmidt        | 24. Mai 1867                          | 15h 12m 53s        | -04° 55′,6         | NGC 5877 ist ein aus drei Sternen bestehender Asterismus. |
| 5884      | Boo       | J. Gerhard Lohse                       | 1886                                  | 15h 13m 09s        | +31° 51′,9         | Lohse beschrieb dieses Objekt als schwachen Nebel, der zwei Kerne besitze, die zueinander in einem Positionswinkel von 170° stünden und etwa 7′ voneinander entfernt seien. Wie sich später herausstellte, geht die Beobachtung Lohses auf zwei Sterne zurück.                                           |
| 5901      | Boo       | R. J. Mitchell                         | 23. Mai 1854                          | 15h 15m 03s        | +42° 13′,7         | Der Eintrag geht auf einen Stern zurück. |
| 5922      | Boo       | Wilhelm Herschel                       | 9. April 1787                         | 15h 21m 09s        | +41° 40′,2         | Der Eintrag geht vermutlich auf einen Doppelstern zurück oder könnte sich auf die Galaxie NGC 5923 beziehen. |
| 5948      | Ser       | Édouard Stephan                        | 14. Juni 1881                         | 15h 32m 59s        | +03° 59′,0         | Der Eintrag geht auf einen Doppelstern zurück. |
| 6059      | Oph       | Lewis A. Swift                         | 6. März 1886                          | 16h 07m 13s        | +06° 24′,7         | Die Beobachtung kann nicht nachvollzogen werden. |
| 6082      | Sco       | John Herschel                          | 7. Juni 1837                          | 16h 15m 36s        | −34° 14′,7         | Die Beobachtung kann nicht nachvollzogen werden. |
| 6133      | Dra       | Lewis Swift                            | 23. Oktober 1886                      | 16h 20m 17s        | +56°39′,2          | NGC 6133 ist ein aus drei Sternen bestehender Asterismus. |
| 6227      | Sco       | John Herschel                          | 5. Juni 1834                          | 16h 51m,6          | −41° 14′           | John Herschel notierte zu diesem Eintrag, dass es sich um einen Stern fünfter Größe handle, der sich in einem großen Sternhaufen oder vor einem sehr dichten Abschnitt der Milchstraße befinde. |
| 6237      | Dra       | Lewis A. Swift                         | 28. Juni 1884                         | 16h 44m 07s        | +70° 38′,1         | Die Beobachtung kann nicht nachvollzogen werden. |
| 6245      | Dra       | Lewis A. Swift                         | 28. Juni 1884                         | 16h 45m 22s        | +70° 48′,2         | Die Beobachtung kann nicht nachvollzogen werden. |
| 6277      | Her       | Albert Marth                           | 6. April 1864                         | 17h 00m 49s        | +23° 02′,4         | Der Eintrag geht auf einen Doppelstern zurück. |
| 6294      | Oph       | John Herschel                          | 16. April 1828                        | 17h 10m 16s        | -26° 34′,5         | Der Eintrag geht auf einen Doppelstern zurück. |
| 6335      | Sco       | John Herschel                          | 27. Juni 1837                         | 17h 19m 32s        | −30° 09′,8         | Herschel notierte bei seiner Beobachtung mit einem 18-Zoll-Spiegelteleskop: „The whole lower end of the zone is strongly affected with nebulous patches“. |
| 6344      | Her       | J. Gerhard Lohse                       | 1886                                  | 17h 17m 18s        | +42° 26′,1         | Die Beobachtung geht auf einen Doppelstern zurück. |
| 6353      | Her       | J. Gerhard Lohse                       | 1886                                  | 17h 21m 12s        | +15° 41′,3         | Die Beobachtung geht auf fünf Sterne zurück. |
| 6354      | Sco       | Edward Emerson Barnard                 | 1884                                  | 17h 24m 34s        | -38° 32′,5         | Die Beobachtung geht auf vier Sterne zurück. |
| 6360      | Aps       | John Herschel                          | 3. August 1834                        | 17h 24m 26s        | −29° 51′,8         | Das Objekt wurde von Herschel bei der Beobachtung mit einem 18-Zoll-Reflektor wie folgt beschrieben: „a portion of the milky way which is decidedly nebulous, and by no means rich in large stars. The nebula is in patches of very great extent“.                                                       |
| 6406      | Her       | Guillaume Bigourdan                    | 10. Juni 1885                         | 17h 38m 19s        | +18° 50′,0         | Der Eintrag geht auf einen Doppelstern zurück. |
| 6410      | Dra       | Guillaume Bigourdan                    | 18. Juni 1885                         | 17h 35m 20s        | +60° 47′,7         | Der Eintrag geht auf einen Doppelstern zurück. |
| 6413      | Oph       | Edouard Stephan                        | 20. Juli 1870                         | 17h 40m 41s        | +12° 37′,4         | Der Eintrag geht auf einen Asterismus bestehend aus 4 Sternen zurück. |
| 6428      | Her       | Guillaume Bigourdan                    | 7. Juli 1885                          | 17h 40m 41s        | +12° 37′,4         | Der Eintrag geht auf einen Doppelstern zurück. |
| 6432      | Sgr       | John Herschel                          | 1. Juli 1826                          | 17h 47m 22s        | -24° 53′,3         | Der Eintrag geht auf einen Asterismus bestehend aus 4 Sternen zurück. |
| 6448      | Dra       | Lewis A. Swift                         | 16. Juli 1885                         | 17h 44m 20s        | +53° 32′,4         | Die Beobachtung kann nicht nachvollzogen werden. |
| 6450      | Her       | Lewis A. Swift                         | 1. Juli 1884                          | 17h 47m 32s        | +18° 34′,5         | Die Beobachtung kann nicht nachvollzogen werden. |
| 6499      | Her       | Albert Marth                           | 11. Mai 1864                          | 17h 55m 20s        | +18° 21′,6         | Der Eintrag geht auf einen Doppelstern zurück. |
| 6529      | Sgr       | James Dunlop                           | 3. September 1826                     | 18h 05m 29s        | −36° 47′,2         | Die Beobachtung kann nicht eindeutig nachvollzogen werden. |
| 6534      | Dra       | Lewis A. Swift                         | 28. Juni 1886                         | 17h 57m 19s        | +64° 18′,2         | Die Beobachtung kann nicht eindeutig nachvollzogen werden. |
| 6551      | Sgr       | Francis Leavenworth                    | 7. Juli 1885                          | 18h 09m 00s        | −29° 33′,0         | Die Beobachtung kann nicht nachvollzogen werden. |
| 6564      | Her       | Albert Marth                           | 15. Mai 1864                          | 18h 09m 02s        | +17° 23′,7         | Vermutlich ist dieser Eintrag auf drei Sterne zurückzuführen. |
| 6648      | Dra       | Wilhelm Struve                         | 1825                                  | 18h 25m 38s        | +64° 58′,6         | Es handelt sich um einen Doppelstern, der von Struve als neblig beobachtet worden war. |
| 6655      | Sct       | Friedrich August Theodor Winnecke      | Juni 1851                             | 18h 34m 31s        | -05° 55′,2         | Der Eintrag geht auf einen Doppelstern zurück. |
| 6666      | Lyr       | Edward D. Swift                        | 25. Mai 1887                          | 18h 34m 44s        | +33° 35′,3         | Die Beobachtung kann nicht nachvollzogen werden. |
| 6672      | Lyr       | Édouard Stephan                        | 24. Juli 1879                         | 18h 36m 14s        | +42° 56′,9         | Der Eintrag geht auf einen Doppelstern zurück. |
| 6693      | Lyr       | Albert Marth                           | 3. August 1864                        | 18h 41m 32s        | +36° 54′,9         | Die Beobachtung lässt sich nicht nachvollziehen. |
| 6714      | Dra       | Lewis Swift                            | 27. Mai 1886                          | 18h 45m 50s        | +66° 43′,5         | Die Beobachtung lässt sich nicht nachvollziehen. |
| 6731      | Lyr       | J. Gerhard Lohse                       | 1886                                  | 18h 57m 14s        | +43° 04′,6         | Der Eintrag geht vermutlich auf einen Doppelstern zurück. |
| 6767      | Lyr       | J. Gerhard Lohse                       | 1886                                  | 19h 11m 34s        | +37° 43′,5         | Der Eintrag geht auf einen Doppelstern zurück. |
| 6777      | Pav       | Nicolas Lacaille                       | 1751                                  | 19h 26m 32s        | -71° 27′,9         | Der Eintrag geht auf einen Doppelstern (SAO 257685 and 257686) zurück oder das Objekt könnte NGC 6752 zugeschrieben werden. |
| 6797      | Sgr       | Christian August Friedrich Peters      | 1860                                  | 19h 29m 01s        | -25° 40′,0         | Der Eintrag geht auf einen Doppelstern zurück. |
| 6892      | Sge       | Heinrich d’Arrest                      | 19. Juli 1865                         | 20h 16m 57s        | +18° 01′,2         | Der Eintrag geht auf vier Sterne zurück. |
| 6896      | Cyg       | Heinrich d’Arrest                      | 16. April 1862                        | 20h 18m 04s        | +30° 38′,4         | Der Eintrag geht auf einen Doppelstern zurück. |
| 6933      | Del       | Herman Schultz                         | 14. September 1865                    | 20h 33m 38s        | +07° 23′,2         | Der Eintrag geht auf einen Doppelstern zurück. |
| 6963      | Aqr       | Guillaume Bigourdan                    | 12. August 1885                       | 20h 47m 20s        | +00° 30′,6         | Der Eintrag geht auf einen Doppelstern zurück. |
| 6973      | Aqr       | Guillaume Bigourdan                    | 5. Juli 1886                          | 20h 52m 06s        | -05° 53′,7         | Der Eintrag geht auf einen Stern zurück. |
| 6980      | Aqr       | Guillaume Bigourdan                    | 5. Juli 1886                          | 20h 52m 49s        | -05° 50′,3         | Der Eintrag geht auf einen Stern zurück. |
| 7028      | Del       | Albert Marth                           | 17. September 1863                    | 21h 08m 14s        | +18° 28′,8         | Dieses Objekt ist vermutlich verloren. Ein möglicher Ursprung der Beobachtung könnte die Galaxie CGCG 448-039 sein. |
| 7036      | Peg       | John Herschel                          | 11. Oktober 1825                      | 21h 10m 12s        | +15° 22′,5         | Der Eintrag geht auf einen Asterismus bestehend aus drei Sternen zurück. |
| 7045      | Equ       | John Herschel                          | 16. Juli 1827                         | 21h 14m 50s        | +04° 30′,4         | Der Eintrag geht auf einen Doppelstern zurück. |
| 7088      | Aqr       | Joseph Baxendell                       | 1880                                  | 21h 33m 22s        | −0° 23′,0          | Nach mehreren Sichtungen war es jedoch nicht möglich den Nebel zu fotografieren. Heute geht man davon aus, dass es sich um eine Reflexion vom benachbarten Messier 2 im Fernrohr handelte und an dieser Stelle nichts ist.                                                                               |
| 7100      | Peg       | Guillaume Bigourdan                    | 31. August 1886                       | 21h 39m 07s        | +08° 57′,1         | Der Eintrag geht auf einen Stern zurück. |
| 7122      | Cap       | Edward Joshua Cooper                   | 24. November 1854                     | 21h 45m 48s        | -08° 49′,8         | Der Eintrag geht auf einen Doppelstern zurück. |
| 7133      | Cep       | Guillaume Bigourdan                    | 18. September 1884                    | 21h 44m 27s        | +66° 10′,1         | Bei diesem Objekt handelt es sich vermutlich um eine Einbildung. |
| 7136      | Cap       | Frank Muller                           | 1886                                  | 21h 49m 43s        | -11° 47′,6         | Der Eintrag geht auf einen Doppelstern zurück. |
| 7143      | Cyg       | John Herschel                          | 15. September 1828                    | 21h 48m 54s        | +29° 57′,3         | Der Eintrag geht auf einen Doppelstern zurück. |
| 7148      | Peg       | Heinrich d’Arrest                      | 15. September 1865                    | 21h 52m 08s        | +03° 20′,5         | Der Eintrag geht auf einen Doppelstern zurück. |
| 7158      | Cap       | Frank Muller                           | 1886                                  | 21h 57m 28s        | -11° 35′,5         | Der Eintrag geht auf drei Sterne zurück. |
| 7161      | Peg       | Heinrich d’Arrest                      | 13. September 1862                    | 21h 56m 57s        | +02° 55′,0         | Der Eintrag geht auf einen Doppelstern zurück. |
| 7202      | Psa       | John Herschel                          | 15. August 1835                       | 22h 06m 43s        | -31° 03′,1         | Der Eintrag geht auf einen Doppelstern zurück. |
| 7210      | Peg       | John Herschel                          | 17. November 1831                     | 22h 06m 22s        | +27° 06′,6         | Das beobachtete Objekt lässt sich nicht mehr eindeutig identifizieren. Der Eintrag könnte auf die Galaxie NGC 7487 zurückgehen. |
| 7238      | Peg       | Lewis Swift                            | 1. September 1886                     | 22h 15m 21s        | +22° 31′,2         | Die Beobachtung lässt sich nicht nachvollziehen. |
| 7287      | Aqr       | Frank Muller                           | 1886                                  | 22h 28m 17s        | -22° 07′,0         | Der Eintrag geht wahrscheinlich auf einen Doppelstern zurück. |
| 7304      | Peg       | Heinrich d’Arrest                      | 20. August 1862                       | 22h 31m 44s        | +30°58′,8          | Der Eintrag geht auf drei Sterne zurück. |
| 7325      | Peg       | Herman Schultz                         | 20. September 1865                    | 22h 36m 49s        | +34° 22′,1         | Der Eintrag geht auf einen Doppelstern zurück. |
| 7326      | Peg       | Lawrence Parsons, 4. Earl of Rosse     | 7. Oktober 1874                       | 22h 36m 52s        | +34° 25′,4         | Der Eintrag geht auf einen Doppelstern zurück. |
| 7327      | Peg       | Wilhelm Tempel                         | 1882                                  | 22h 37m 25s        | +34° 25′,7         | Der Eintrag geht auf einen Stern zurück. |
| 7333      | Peg       | Herman Schultz                         | 20. September 1865                    | 22h 37m 12s        | +34° 26′,3         | Der Eintrag geht auf einen Doppelstern zurück. |
| 7338      | Peg       | Wilhelm Tempel                         | 1882                                  | 22h 37m 31s        | +34° 24′,9         | Der Eintrag geht auf einen Doppelstern zurück. |
| 7350      | Peg       | Albert Marth                           | 7. August 1864                        | 22h 40m 49s        | +12° 00′,4         | Der Eintrag geht auf einen Doppelstern zurück. |
| 7384      | Peg       | Bindon Blood Stoney                    | 27. November 1850                     | 22h 49m 43s        | +11° 29′,2         | Der Eintrag geht auf einen Stern zurück. |
| 7388      | Peg       | Lawrence Parsons, 4. Earl of Rosse     | 11. Oktober 1873                      | 22h 50m 21s        | +11° 43′,6         | Der Eintrag geht auf einen Stern zurück. |
| 7403      | Psc       | Phillip Sidney Coolidge                | 15. November 1859                     | 22h 53m 06s        | +01° 29′,0         | Der Eintrag geht auf einen Stern zurück. |
| 7405      | Peg       | Albert Marth                           | 5. September 1864                     | 22h 53m 36s        | +12° 28′,6         | Es befinden sich keine Galaxien in der Nähe der von Marth angegebenen Position; es lässt sich nicht nachvollziehen, was er gesehen hat. |
| 7447      | Aqr       | Edward Joshua Cooper                   | 8. Oktober 1855                       | 23h 00m 26s        | −10° 31′,7         | Die Beobachtung kann nicht nachvollzogen werden. |
| 7471      | Aqr       | Frank Muller                           | 1886                                  | 23h 03m 53s        | −22° 54′,4         | Die Beobachtung lässt sich nicht nachvollziehen. |
| 7481      | Aqr       | Ormond Stone                           | 1886                                  | 23h 05m 52s        | −19° 56′,4         | Es konnte bei den angegebenen Koordinaten kein Objekt identifiziert werden, welches der Beschreibung von Ormond Stone entspricht. |
| 7493      | Psc       | Guillaume Bigourdan                    | 28. Oktober 1886                      | 23h 08m 32s        | +00° 54′,6         | Der Eintrag geht auf einen Stern zurück. |
| 7502      | Aqr       | Frank Muller                           | 1886                                  | 23h 10m 20s        | -21° 44′,2         | Der Eintrag geht auf einen Doppelstern zurück. |
| 7504      | Peg       | Albert Marth                           | 2. September 1864                     | 23h 10m 41s        | +14° 23′,2         | Der Eintrag geht auf einen Stern zurück. |
| 7522      | Aqr       | Frank Muller                           | 1886                                  | 23h 15m 36s        | -22° 53′,7         | Der Eintrag geht auf einen Stern zurück. |
| 7526      | Aqr       | Wilhelm Herschel                       | 28. November 1785                     | 23h 14m 02s        | -09° 13′,3         | Der Eintrag geht auf drei Sterne zurück. |
| 7555      | Peg       | John Herschel                          | 11. September 1828                    | 23h 15m 30s        | +12° 34′,0         | Vermutlich handelt es sich um eine Doppelung zu einem der folgenden Objekte: NGC 7515, NGC 7536, NGC 7559, NGC 7563, NGC 7570. |
| 7560      | Psc       | Herman Schultz                         | 5. Oktober 1864                       | 23h 15m 54s        | +04° 29′,7         | Der Eintrag geht auf einen Doppelstern zurück. |
| 7561      | Psc       | Herman Schultz                         | 5. Oktober 1864                       | 23h 15m 57s        | +04° 31′,4         | Der Eintrag geht auf einen Stern zurück. |
| 7564      | Psc       | Guillaume Bigourdan                    | 7. Oktober 1885                       | 23h 16m 01s        | +07° 20′,9         | Der Eintrag geht auf einen Stern zurück. |
| 7565      | Psc       | Gaspare Stanislao Ferrari              | 1865 / 1866                           | 23h 16m 19s        | −00° 03′,5         | Der Eintrag geht auf eine Serie von Beobachtungen von Gaspare Ferrari zurück, von denen diese und viele andere nicht nachvollzogen werden können; siehe auch NGC 7613. |
| 7581      | Psc       | Horace Tuttle                          | 11. Januar 1875                       | 23h 14m 43s        | +04° 32′,1         | Möglicherweise geht der Eintrag auf die Galaxie NGC 7541 zurück. |
| 7613      | Psc       | Gaspare Stanislao Ferrari              | 11. November 1865 bis 18. Januar 1866 | 23h 26m 42s        | −00° 11′,5         | Diese Einträge gehen alle auf Beobachtungen zurück, welche der jesuitische Bruder Gaspare Ferrari zwischen dem 11. November 1865 und dem 18. Januar 1866 bei einer erfolglosen Suche nach dem Kometen Biela machte und später von Angelo Secchi in den Astronomischen Nachrichten veröffentlicht wurden. |
| 7614      | Psc       | Gaspare Stanislao Ferrari              | 11. November 1865 bis 18. Januar 1866 | 23h 26m 42s        | −00° 11′,5         | Diese Einträge gehen alle auf Beobachtungen zurück, welche der jesuitische Bruder Gaspare Ferrari zwischen dem 11. November 1865 und dem 18. Januar 1866 bei einer erfolglosen Suche nach dem Kometen Biela machte und später von Angelo Secchi in den Astronomischen Nachrichten veröffentlicht wurden. |
| 7663      | Aqr       | Gaspare Stanislao Ferrari              | 11. November 1865 bis 18. Januar 1866 | 23h 26m 42s        | −00° 11′,5         | Diese Einträge gehen alle auf Beobachtungen zurück, welche der jesuitische Bruder Gaspare Ferrari zwischen dem 11. November 1865 und dem 18. Januar 1866 bei einer erfolglosen Suche nach dem Kometen Biela machte und später von Angelo Secchi in den Astronomischen Nachrichten veröffentlicht wurden. |
| 7666      | Aqr       | Gaspare Stanislao Ferrari              | 11. November 1865 bis 18. Januar 1866 | 23h 26m 42s        | −00° 11′,5         | Diese Einträge gehen alle auf Beobachtungen zurück, welche der jesuitische Bruder Gaspare Ferrari zwischen dem 11. November 1865 und dem 18. Januar 1866 bei einer erfolglosen Suche nach dem Kometen Biela machte und später von Angelo Secchi in den Astronomischen Nachrichten veröffentlicht wurden. |
| 7667      | Psc       | Gaspare Stanislao Ferrari              | 11. November 1865 bis 18. Januar 1866 | 23h 26m 42s        | −00° 11′,5         | Diese Einträge gehen alle auf Beobachtungen zurück, welche der jesuitische Bruder Gaspare Ferrari zwischen dem 11. November 1865 und dem 18. Januar 1866 bei einer erfolglosen Suche nach dem Kometen Biela machte und später von Angelo Secchi in den Astronomischen Nachrichten veröffentlicht wurden. |
| 7668      | Psc       | Gaspare Stanislao Ferrari              | 11. November 1865 bis 18. Januar 1866 | 23h 26m 42s        | −00° 11′,5         | Diese Einträge gehen alle auf Beobachtungen zurück, welche der jesuitische Bruder Gaspare Ferrari zwischen dem 11. November 1865 und dem 18. Januar 1866 bei einer erfolglosen Suche nach dem Kometen Biela machte und später von Angelo Secchi in den Astronomischen Nachrichten veröffentlicht wurden. |
| 7669      | Psc       | Gaspare Stanislao Ferrari              | 11. November 1865 bis 18. Januar 1866 | 23h 26m 42s        | −00° 11′,5         | Diese Einträge gehen alle auf Beobachtungen zurück, welche der jesuitische Bruder Gaspare Ferrari zwischen dem 11. November 1865 und dem 18. Januar 1866 bei einer erfolglosen Suche nach dem Kometen Biela machte und später von Angelo Secchi in den Astronomischen Nachrichten veröffentlicht wurden. |
| 7670      | Psc       | Gaspare Stanislao Ferrari              | 11. November 1865 bis 18. Januar 1866 | 23h 26m 42s        | −00° 11′,5         | Diese Einträge gehen alle auf Beobachtungen zurück, welche der jesuitische Bruder Gaspare Ferrari zwischen dem 11. November 1865 und dem 18. Januar 1866 bei einer erfolglosen Suche nach dem Kometen Biela machte und später von Angelo Secchi in den Astronomischen Nachrichten veröffentlicht wurden. |
| 7756      | Psc       | Lawrence Parsons                       | 11. Dezember 1873                     | 23h 48m 29s        | +04° 07′,5         | Die Beobachtung geht auf einen Stern zurück. |
| 7791      | Peg       | John Herschel                          | 10. Oktober 1830                      | 23h 57m 57s        | +10° 45′,9         | Der Eintrag geht auf ein Sternpaar zurück. |
| 7799      | Peg       | Heinrich d’Arrest                      | 7. November 1863                      | 23h 59m 32s        | +31° 17′,8         | Der Eintrag geht auf einen Stern zurück. |
| 7830      | Psc       | Albert Marth                           | 29. November 1864                     | 00h 06m 02s        | +08° 20′,6         | Der Eintrag geht wahrscheinlich auf zwei nahe beieinander liegende Sterne zurück. |